# 鸳溪镇
鸳溪镇，中华人民共和国四川省广元市苍溪县下辖的一个乡镇级行政单位。
鸳溪镇，因明清时期间佛寺兴市而成场，位于苍溪县城38公里，嘉陵江上游，幅员面积83.7公里，东靠五龙镇，西接剑阁县鹤龄镇，南连浙水乡、亭子乡，北抵昭化区香溪乡。
鸳溪镇辖区17个行政村，1个社区，92个村民小组，共4084户，合计15584人（农业人口13367，场镇人口2215人），总耕地面积12081亩，林地面积36537亩。鸳溪镇历史悠久。地处苍溪县、剑阁县、昭化区三处交界处，典型的“雄鸡一鸣，三地俱闻”，人旺物丰，是嘉陵江上游水上交通要地。鸳溪镇历史文化厚重，建有古驿站，陆游题诗赞誉，红四方面军强渡嘉陵江首选地。

## 行政区划
鸳溪镇下辖以下地区：
古楼村、龙回村、弓岭村、炎灯村、学堂村、龙岩村、新庙村、七宝村、民中村、三岔村、凤山村、四房村、院溪村、垭口村、浩口村、石盘村和清明村。

## 历史沿革
苍溪县辖镇。1952年置鸳溪乡，1958年改公社，1984年复置乡，1992年置镇，位于县境西部，现距县府38公里。面积83.7平方公里，人口1.6万。已通铁路、公路，嘉陵江航道通广元、重庆。